# Acònit
L'acònit o tora (Aconitum) és un gènere de plantes amb flor de la família de les ranunculàcies. Són plantes herbàcies perennes de fulles palmades, flors blaves violetes o grogues, en inflorescències que s'obren l'estiu, i fruit en forma de tres fol·licles. Són originàries de les regions fredes i muntanyenques de l'hemisferi nord. Als Països Catalans només n'hi ha al Pirineu (dels 600 a 2.500 metres d'altitud) i l'espècie Aconitum vulparia subsp neapolitanum també a l'Alcalatén en el País Valencià.

## Usos
Són plantes atractives però molt tòxiques i fins i tot mortals, àdhuc amb el contacte de la pell amb la planta. Algunes espècies es cultiven com a plantes ornamentals. Sota control estrictament mèdic el seu alcaloide aconitina és medicinal i també un tòxic que afecta el cor quan es pren una dosi excessiva. L'aconitina és un agonista dels canals de sodi que pot originar arrítmies polimòrfiques ventriculars molt greus, quasi sempre acompanyades de símptomes gastrointestinals i neurològics. Una de les espècies més perilloses és Aconitum ferox del nord de l'Índia i el Nepal, anomenada bikh, amb la qual antigament s'enverinaven les fletxes i que encara s'utilitza en la farmacopea ayurvèdica i també en altres procediments curatius tradicionals asiàtics. A. ferox conté un altre alcaloide encara més potent, la pseudoaconitina. La mesaconitina, la desoxiaconitina i la hipaconitina són alcaloides diterpènics presents a les arrels de moltes de les plantes d'aquest gènere.
A De historia plantarum, Teofrast fa referència a una substància verinosa preparada amb acònit molt popular en aquell temps pel seu efecte gradual sobre la víctima i d'una efectivitat tal que el conreu de la planta comportava la pena de mort. Dioscòrides, al llibre IV de la seva obra De Materia Medica, escrigué sobre dues plantes del gènere: l'acònit groc (A. vulparia, segons la terminologia moderna) i l'acònit blau (A. napellus).
Hi ha historiadors que creuen que l'emperador Claudi va ser enverinat amb acònit per la seva esposa Agripina per tal d'aconseguir l'accés al tron del seu fill Neró.
Molt possiblement, l'acònit era una de les plantes enteògenes que els guerrers berserkers afegien als seus beuratges per assolir un estat de trànsit.
Els lapons els agradava menjar els brots encara molt tendres d'Aconitum napellus quan encara no havien desenvolupat el verí, costum que podria ser causa d'accidents letals.
A la Xina, aquestes plantes solen emprar-se en la seva cuina tradicional i són una coneguda font d'intoxicacions alimentàries. Al Vietnam, les arrels d'A. fortunei es fan servir per preparar liniments. Als Pirineus Orientals l'acònit es confon de vegades amb el brúcol, una herba perenne comestible anomenada couscouil en francès i coscoll en rossellonès.

## A la mitologia grega
D'acord al poeta Ovidi amb el verí dels acònits Medea fabricava els seus filtres.
Segons la mitologia els acònits van néixer dels excrements de Cèrber empresonat per Hèrcules. Alguns botànics suggereixen que l'acònit podria ser un dels elements emprats per Aglaonice i les anomenades 'bruixes de Tessàlia' en els rituals descrits per Plutarc.

## Taxonomia

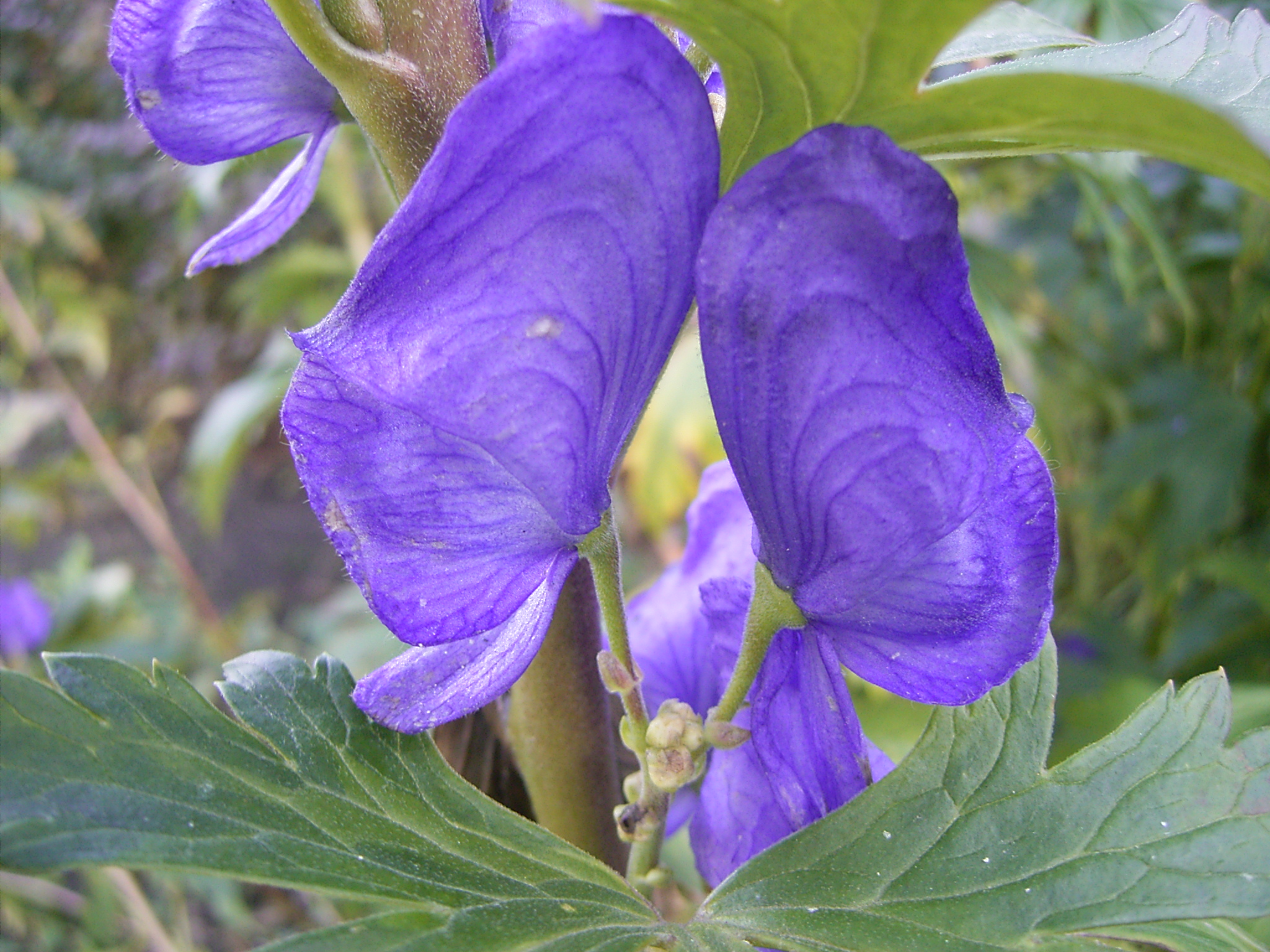
Aconitum carmichaelli

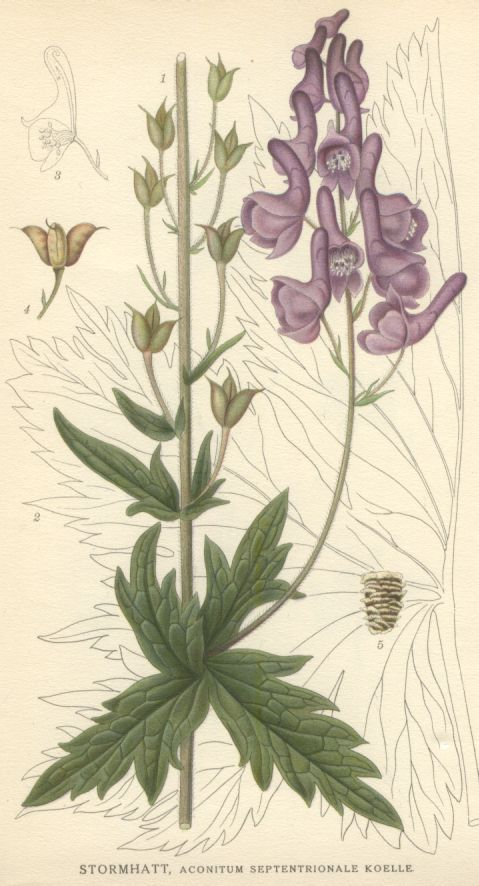
Aconitum septentrionale

El gènere conté unes 250 espècies. Als Països Catalans n'hi ha tres: Aconitum napellus (Tora blava), A. anthora (Tora groga) i A. vulparia subsp neapolitanum (Tora pirinenca)

## Híbrids naturals
- Aconitum x austriacum[97]
- Aconitum x cammarum[98]
- Aconitum x hebegynum[99]
- Aconitum × oenipontanum (A. variegatum ssp. variegatum × ssp. paniculatum)
- Aconitum x pilosiusculum
- Aconitum × platanifolium (A. lycoctonum ssp. neapolitanum × ssp. vulparia)[100]
- Aconitum × wraberi[101]
- Aconitum × zahlbruckneri (A. napellus ssp. vulgare × A. variegatum ssp. variegatum)[102]